# Patricia Schroeder

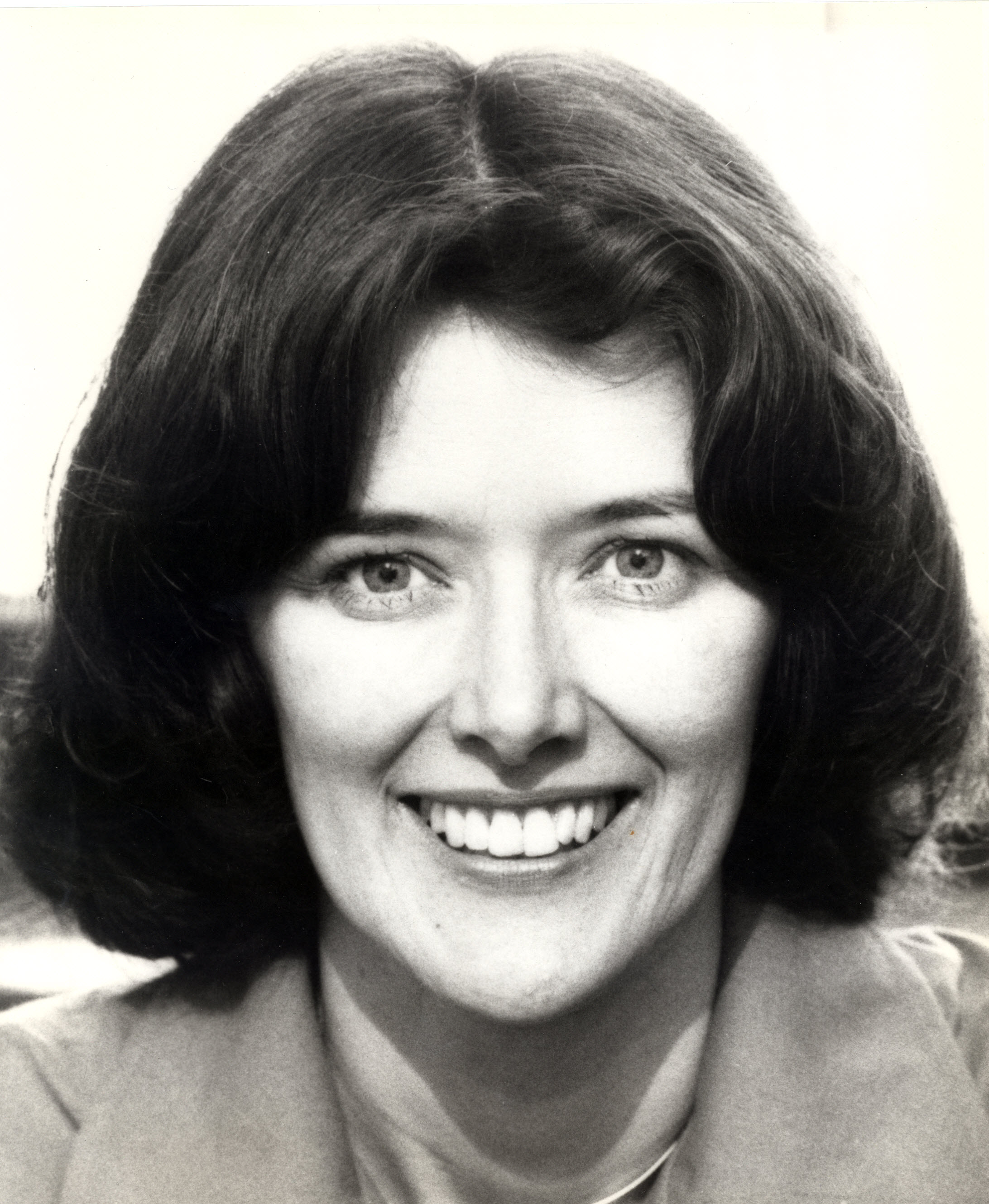
Patricia Schroeder

Patricia Nell Scott „Pat“ Schroeder (* 30. Juli 1940 in Portland, Oregon; † 13. März 2023 in Celebration, Florida) war eine US-amerikanische Politikerin (Demokratische Partei). Zwischen 1973 und 1997 vertrat sie den ersten Wahlbezirk des Bundesstaates Colorado im US-Repräsentantenhaus.

## Werdegang
Patricia Nell Scott, so ihr Geburtsname, besuchte bis 1958 die Roosevelt High School in Des Moines (Iowa), wohin sie mit ihren Eltern gezogen war. Danach studierte sie bis 1961 an der University of Minnesota in Minneapolis das Fach Geschichte. Nach einem Jurastudium an der juristischen Fakultät der Harvard University wurde sie 1964 als Rechtsanwältin zugelassen. Noch im Jahr 1964 zog sie nach Denver, der Hauptstadt des Staates Colorado, wo sie als Anwältin arbeitete. Zwischen 1964 und 1966 gehörte sie dem National Labor Relations Board an. Außerdem arbeitete sie zwischen 1969 und 1972 als Lehrerin.
Politisch wurde Schroeder Mitglied der Demokratischen Partei. Bei den Kongresswahlen des Jahres 1972 wurde sie als deren Kandidatin im ersten Distrikt von Colorado gegen den republikanischen Amtsinhaber Mike McKevitt in das US-Repräsentantenhaus gewählt. Nachdem sie bei den folgenden elf Kongresswahlen jeweils in ihrem Mandat bestätigt wurde, konnte Schroeder zwischen dem 3. Januar 1973 und dem 3. Januar 1997 insgesamt zwölf Legislaturperioden im Kongress absolvieren. Sie war die erste Frau, die den Staat Colorado im Kongress vertrat. Dort war sie zeitweise Mitglied im Streitkräfteausschuss. Zwischen 1991 und 1995 war sie Vorsitzende des Kinder-, Jugend- und Familienausschusses. 1987 bewarb sie sich auch für die 1988 anstehenden Präsidentschaftswahlen, zog aber ihre Kandidatur bereits im September dieses Jahres wieder zurück. 1996 verzichtete sie auf eine weitere Kandidatur für den Kongress.
Nach ihrer Zeit im Repräsentantenhaus wurde Patricia Schroeder 1997 Vorstandsvorsitzende der Vereinigung Amerikanischer Verleger (Association of American Publishers). Diese Funktion übte sie bis zum Jahr 2009 aus, als sie von Tom Allen, einem ehemaligen Kongressabgeordneten aus Maine, abgelöst wurde.
Pat Schroeder starb im März 2023 im Alter von 82 Jahren an den Folgen eines Schlaganfalls. 